# Freedom Cup
La Freedom Cup ("Coppa della libertà") è un trofeo internazionale di rugby a 15 disputato tra Sudafrica e Nuova Zelanda durante il Tri Nations, poi rinominato in The Rugby Championship. 
Venne assegnato la prima volta nel 2004, data in cui ricorreva il decimo anniversario della democrazia sudafricana, durante un singolo incontro. La partita, giocata all'Ellis Park di Johannesburg, fu vinta dal Sudafrica 40-26. 
Dal 2006 il trofeo viene assegnato alla squadra vincitrice della serie di incontri disputati all'interno del Tri Nations.
Dal 2012 viene assegnata alla squadra che vince più incontri sull'altra all'interno del Rugby Championship. In caso di parità di vittorie il trofeo resta al detentore.

## Palmarès
| Anno | Città          | Risultato                       | Vincitrice    |
| ---- | -------------- | ------------------------------- | ------------- |
| 2004 | Johannesburg   | Sudafrica — Nuova Zelanda 40-26 | Sudafrica     |
| 2006 | Wellington     | Nuova Zelanda — Sudafrica 35-17 | Nuova Zelanda |
| 2006 | Pretoria       | Sudafrica — Nuova Zelanda 26-45 | Nuova Zelanda |
| 2006 | Rustenburg     | Sudafrica — Nuova Zelanda 21-20 | Nuova Zelanda |
| 2007 | Durban         | Sudafrica — Nuova Zelanda 21-26 | Nuova Zelanda |
| 2007 | Christchurch   | Nuova Zelanda — Sudafrica 33-6  | Nuova Zelanda |
| 2008 | Wellington     | Nuova Zelanda — Sudafrica 19-8  | Nuova Zelanda |
| 2008 | Dunedin        | Nuova Zelanda — Sudafrica 28-30 | Nuova Zelanda |
| 2008 | Città del Capo | Sudafrica — Nuova Zelanda 0-19  | Nuova Zelanda |
| 2009 | Bloemfontein   | Sudafrica — Nuova Zelanda 28-19 | Sudafrica     |
| 2009 | Durban         | Sudafrica — Nuova Zelanda 31-19 | Sudafrica     |
| 2009 | Hamilton       | Nuova Zelanda — Sudafrica 29-32 | Sudafrica     |
| 2010 | Auckland       | Nuova Zelanda — Sudafrica 32-12 | Nuova Zelanda |
| 2010 | Wellington     | Nuova Zelanda — Sudafrica 31-17 | Nuova Zelanda |
| 2010 | Johannesburg   | Sudafrica — Nuova Zelanda 22-29 | Nuova Zelanda |
| 2011 | Wellington     | Nuova Zelanda — Sudafrica 40-7  | Nuova Zelanda |
| 2011 | Port Elizabeth | Sudafrica — Nuova Zelanda 18-5  | Nuova Zelanda |
| 2012 | Dunedin        | Nuova Zelanda — Sudafrica 21-11 | Nuova Zelanda |
| 2012 | Johannesburg   | Sudafrica — Nuova Zelanda 16-32 | Nuova Zelanda |
| 2013 | Auckland       | Nuova Zelanda — Sudafrica 29-15 | Nuova Zelanda |
| 2013 | Johannesburg   | Sudafrica — Nuova Zelanda 27-38 | Nuova Zelanda |
| 2014 | Wellington     | Nuova Zelanda — Sudafrica 14-10 | Nuova Zelanda |
| 2014 | Johannesburg   | Sudafrica — Nuova Zelanda 27-25 | Nuova Zelanda |
| 2015 | Johannesburg   | Sudafrica — Nuova Zelanda 20-27 | Nuova Zelanda |
| 2016 | Christchurch   | Nuova Zelanda — Sudafrica 41-13 | Nuova Zelanda |
| 2016 | Durban         | Sudafrica — Nuova Zelanda 15-57 | Nuova Zelanda |

| Anno | Città          | Risultato                       | Vincitrice    |
| ---- | -------------- | ------------------------------- | ------------- |
| 2017 | North Shore    | Nuova Zelanda — Sudafrica 57-0  | Nuova Zelanda |
| 2017 | Città del Capo | Sudafrica — Nuova Zelanda 24-25 | Nuova Zelanda |
| 2018 | Wellington     | Nuova Zelanda — Sudafrica 34-36 | Nuova Zelanda |
| 2018 | Pretoria       | Sudafrica — Nuova Zelanda 30-32 | Nuova Zelanda |
| 2019 | Wellington     | Nuova Zelanda — Sudafrica 16-16 | Nuova Zelanda |
| 2021 | Townsville     | Nuova Zelanda — Sudafrica 19-17 | Nuova Zelanda |
| 2021 | Gold Coast     | Sudafrica — Nuova Zelanda 31-29 | Nuova Zelanda |
| 2022 | Mbombela       | Sudafrica — Nuova Zelanda 26-10 | Nuova Zelanda |
| 2022 | Johannesburg   | Sudafrica — Nuova Zelanda 23-35 | Nuova Zelanda |
| 2023 | Auckland       | Nuova Zelanda — Sudafrica 35-20 | Nuova Zelanda |
| 2024 | Johannesburg   | Sudafrica — Nuova Zelanda 31-27 | Sudafrica     |
| 2024 | Città del Capo | Sudafrica — Nuova Zelanda 18-12 | Sudafrica     |

## Riepilogo vittorie
| Squadra       | Vittorie | Anno                                                                                           |
| ------------- | -------- | ---------------------------------------------------------------------------------------------- |
| Nuova Zelanda | 16       | 2006, 2007, 2008, 2010, 2011, 2012, 2013, 2014, 2015, 2016, 2017, 2018, 2019, 2021, 2022, 2023 |
| Sudafrica     | 3        | 2004, 2009, 2024                                                                               |

## Statistiche
- Miglior serie:
  - Nuova Zelanda: 13 difese consecutive (2010 - 2023, assoluta)
  - Sudafrica: -
- Vittorie con il maggiore scarto:
  - Nuova Zelanda: 57 punti (57-0, 16 settembre 2017, assoluta)
  - Sudafrica: 16 punti (26-10, 6 agosto 2022)
- Maggior numero di punti in un singolo incontro:
  - 72 punti (Sudafrica — Nuova Zelanda 15-57, 8 ottobre 2016)
- Minor numero di punti in un singolo incontro:
  - 19 punti (Sudafrica — Nuova Zelanda 0-19, 16 agosto 2008)
- Vittoria esterna più recente:
  - Nuova Zelanda: Johannesburg, 13 agosto 2022, Sudafrica — Nuova Zelanda 23-35
  - Sudafrica: Wellington, 15 settembre 2018, Nuova Zelanda — Sudafrica 34-36